# Alexander Jeremejeff
Alexander Jeremejeff (* 12. Oktober 1993 in Kungsbacka) ist ein schwedischer Fußballspieler. Der Mittelstürmer ist schwedischer A-Nationalspieler.

## Karriere

### Verein
Jeremejeff wurde größtenteils beim Göteborger Stadtteilverein Örgryte IS ausgebildet, für den er in der dritten schwedischen Liga seine ersten Erfahrungen im Herrenfußball sammeln konnte.
Nach einem Wechsel zum Ligarivalen Qviding FIF, für den er in 21 Ligaspielen 14-mal traf, wechselte der Angreifer zur Saison 2013/14 zum Erstligisten BK Häcken. 2016 holte er seinen ersten Titel, als er mit dem Verein den nationalen Pokal gewann.
In einem ligainternen Wechsel zog es ihn zum schwedischen Rekordmeister Malmö FF, bei dem er unter anderem vom ehemaligen deutschen Profi Uwe Rösler trainiert wurde. In 57 Pflichtspielen traf Jeremejeff 14-mal und legte dreizehn Treffer auf. 2016 und 2017 wurde Jeremejeff mit Malmö jeweils Landesmeister.
Nach einer Rückkehr zum BK Häcken wurde der deutsche Zweitligist Dynamo Dresden auf Jeremejeff aufmerksam, der den Schweden mit einem bis Juni 2022 gültigen Vertrag ausstattete. Mit Dynamo Dresden stieg er aus der 2. Bundesliga ab. Daraufhin wurde Jeremejeff in die Eredivisie an den FC Twente Enschede verliehen. Dort konnte er sich nicht durchsetzen und kam zu lediglich neun Einsätzen (ein Torerfolg). Im Wintertransferfenster der Saison 2020/21 löste Jeremejeff seinen Leihvertrag beim FC Twente Enschede auf und verließ Dynamo Dresden endgültig, um sich seinem ehemaligen Verein BK Häcken anzuschließen.

### Nationalmannschaft
Am 8. Januar 2019 spielte Jeremejeff in einem Freundschaftsspiel gegen Finnland erstmals für sein Heimatland.

## Erfolge und Auszeichnungen
BK Häcken
- Schwedischer Pokalsieger: 2016
- Schwedischer Meister: 2022

Malmö FF
- Schwedischer Meister: 2016, 2017

Panathinaikos Athen
- Griechischer Pokal: 2024

Persönliche Erfolge
- Torschützenkönig der Fotbollsallsvenskan mit BK Häcken: 2022 (22 Tore)